# 施之藩
施之藩，字惟价，浙江錢塘縣人，明朝政治人物。

## 生平
嘉靖四十年（1561年）施之藩中式辛酉科浙江鄉試舉人。歷廣東高州府推官，萬曆元年（1573年）為廣東鄉試對讀官。升蘇州府同知，萬曆五年（1577年）署嘉定县知县。